# Neverwinter Nights 2: Mysteries of Westgate
Neverwinter Nights 2: Mysteries of Westgate — відеогра жанру RPG, розроблена Ossian Studios та видана Atari 29 квітня 2009 на ПК. Гра є третім та фінальним доповненням до відеогри Neverwinter Nights 2 та як і попередник розвивається у вигаданому ігровому світі Forgotten Realms, котрий є частиною настільної рольової гри в стилі фентезі Dungeons & Dragons. Гравець може створити та керувати одним ігровим персонажем, який разом із трьома іншими подорожує світом. Ігровий процес дуже схожий на керування в оригінальній грі. Mysteries of Westgate включає декілька нових монстрів, музику та інші інструменти, за допомогою яких гравець може створювати свої власні рівні для Neverwinter Nights 2.
Події гри розвиваються на території Вестгейту. На початку гри створений гравцем персонаж знаходить прокляту маску, яка належить «Нічній масці» — гільдії злодіїв, яка знаходиться в стані війни із двома іншими організаціями. Гравець має обрати, на бік якої організації йому пристати та взятися за місію, аби зняти прокляття маски.
Розробники Mysteries of Westgate, Ossian Studios, створили гру після успішного доповнення Darkness over Daggerford у 2006. Реліз гри був відкладений до квітня 2009, хоча первинно дата була запланована на вересень 2007, через проблеми із управлінням цифрових прав та ускладнення координації між трьома студіями-розробниками. Mysteries of Westgate отримало змішані оцінки та огляди від критиків: гравці критикували сюжет гри та малу кількість діалогів, проте хвалили загальне наповнення, музику та низьку ціну гри.

## Ігровий процес
Mysteries of Westgate — рольова гра, яка базується на настільній рольовій фентезі-грі Dungeons & Dragons і використовує систему правил d20, котра базується на результатах більшості завдань — такі як атаки — використовуючи еквівалент оберту 20-сторонньої ігрової кісті. Гравець починає гру разом із проімпортованим персонажем із Neverwinter Nights 2 або ж створює нового, котрий починається із 8 рівня. Кожний персонаж має расу (наприклад, людина або ельф) і клас (наприклад, боєць або чаклун), які визначають головні навички персонажа. Ігровий процес Mysteries of Westgate дуже схожий на геймплей основної гри Neverwinter Nights 2 та використовує ту ж систему ігрових елементів, такі як рівні персонажів, бій та магію. Гра розгортається у 3-вимірному середовищі із камерою, котра знаходиться над головами персонажів. Для керування персонажем та застосування систем бою гравець використовує комп'ютерну мишу.
Дизайнери гри повідомили, що Mysteries of Westgate містить приблизно 15 годин ігрового геймплею, частина якого йде на завершення сторонніх завдань, котрі не є пов'язані із головним сюжетом. Кампанія Mysteries of Westgate містить наповнення, яке раніше не було представлене ні у основній грі Neverwinter Nights 2, ні у доповненнях до неї. Цими нововведеннями є чотири нових монстра (наприклад, перевертень-пацюк або морський змій келзарн), набір тайлів «каналізаційної» поверхні, нова музика. Всі ці речі також доступні в редакторі створення власних рівнів для гри. Пакет містить понад сотню нових магічних речей та обладнань, які персонаж може використовувати під час своїх пригод.

## Сюжет
Сценарій Mysteries of Westgate не прив'язаний до подій з Neverwinter Nights 2 та інших доповнень. Гра починається у момент, коли ігровий персонаж знаходить у підземеллі прокляту маску, яка змушує героя бачити нічні кошмари та яку неможливо знищити. Незабаром персонаж дізнається, що маска належить до групи злодіїв, котрі носять назву Нічні маски Вестгейту (англ. Night Masks of Westgate). Після подорожі до Вестгейту — портового міста біля Побережжя дракона, гравець дізнається, що Нічні маски втягнуті у війну гільдій із суперницькою групою злодії, яких називають Ебонові кігті (англ. Ebon Claws). З Масками також воює храм Латхандера (англ. Lathander). Гравцеві доводиться вирішити на яку сторону пристати: на бік храму чи Ебонових кігтів. Майже у самому почату гри до гравця приєднуються троє послідовників: масалига та колишній член Масок — Рінара (англ. Rinara), полеглий паладин Мантідес (англ. Mantides) та священнослужитель із Тира — Харисса. Всі троє слідують за гравцем протягом більшості його/її пригод. Разом із цими послідовниками гравець об'єднується у кампанію.
Кампанія береться за розв'язування декількох завдань, які варіюються від того, на бік якої фракції пристав герой. Коли завдання виконані, гравцю стає відомо більше про прокляту маску та те, як від неї позбутися. Незабаром кампанія дізнається, що Нічними масками керують вампіри; ця інформація веде їх до вампірських катакомб задля подальшого розслідування. Після перемоги над вампіром Латашою (англ. Latasha), гравець із послідовниками подорожують через портал до опочивальні лідера Нічних масок — Орбака (англ. Orbakh). Орбак примушує гравця обрати між тим аби стати вампіром, або лишитися із проклятою маскою.
Кінцівка гри залежить від вибору гравця. Якщо гравець обере варіант приєднання до вампірів, то колишні союзники обернуться проти нього/неї. Коли їх буде повергнуто, Орбак пошле героя знищити Ебонові кігті. Якщо гравець вирішить залишити маску — на нього нападе Орбак. Після перемоги над ним прибуде лідер Ебонових кігтів разом із своїми прихильниками та нападе на гравця і його послідовників. Коли команда отримає перемогу, вони знищать залишки Нічних масок та звільнять гравця віл проклятої маски.

## Розробка доповнення
Незабаром після виходу Darkness over Daggerford — попередньої гри Ossian Studios, почали перемови щодо можливості розробити ще одне доповнення до Neverwinter Nights 2. Восени 2006 Ossian офіційно запропонував гру Atari та Wizards of the Coast — власникам ліценції на Dungeons & Dragons. Розробка почалася в січні 2007. На питання, чому сетинг Dungeons & Dragons став цікавим компанії, ГВД Ossian Studios Алан Міранда відповів: «Всі члени нашої команди — фани [Dungeons and Dragons], тому розробка [Neverwinter Nights 2] гри виглядала доволі гарною нагодою.»
На ранніх стадіях розробки гри було визначено, що події мали розгортатися на території Рашемену — одній із націй Forgotten Realms. Цей вибір був змінений через те, що події гри Neverwinter Nights 2: Mask of the Betrayer (створеної Obsidian Entertainment) також відбувалися в тій же місцевості. За пропозицією головного дизайнера Люка Скалла, новою територією для гри став Вестгейт. Студія Ossian хотіла зробити сетинг гри на територіях, які би раніше не були присутні в іграх серії Neverwinter Nights чи Baldur's Gate. Земля Вестгейт, — територія, яка знаходиться в зовсім інших місцевостях Forgotten Realms, стала ідеальним вибором. Міранда порівняв Вестгейт із міською версією Мос Ейслі Кантіною із Зоряних воєн: горщиком із усіма істотами із усього світу. Аби покращити досвід від гри, студія Ossian зазначила, що вирішила розробити Mysteries of Westgate виключно із поодиноким режимом проходження.
Девід Джон, який працював над доповнення до оригінальної Neverwinter Nights, створив музичне супроводження для Mysteries of Westgate, на що у нього пішло декілька місяців. Незабаром після випуску гри, Скалл зазначив у інтерв'ю, що «деякі із [ігрових] композицій настільки гарні, що я фактично слухав їх паралельно до своїх звичайних електронних міксів.» Записи голосового озвучування для Mysteries of Westgate проходили в Едмонтоні, Альберта, Канада; із нового матеріалу було записано понад 12,000 слів. Із команди озвучування були присутні деякі із тих, хто брав участь в озвучуванні Neverwinter Nights: Hordes of the Underdark та інших ігор BioWare. Брайян Дан та Брайян Ватсон, які обоє працювали над Darkness over Daggerford, створили ігровий арт та графіку.
Розробка Mysteries of Westgate завершилася у вересні 2007, але Atari відклала вихід пакету через те, що цифрові права, які компанія хотіла мати на той момент, не були готові. Запізнення також було спричинене проблемами з координацією між Ossian, Obsidian та Atari. Офіційне анонсування гри відбулося 22 жовтня 2007, тоді ж було зазначену приблизну дату виходу — осінь 2007. У травні 2008 IGN повідомила, що дата виходу гри була назначена на червень,, але незабаром була знову перенесена на 29 квітня 2009. Розробка Mysteries of Westgate продовжувалася протягом цих переносів, аби переконатися, що сумісництво Mysteries of Westgate із Neverwinter Nights 2 та іншими доповненнями до гри були на високих стандартах. Скалл сказав, що «Кевін Сміт, наш головний технічний дизайнер… мав пройтися по всім багам та створити нові білди для гри, які би працювали із кожним патчем та доповненням.»
Коли Стів Баттс із IGN запитав Міранду, чому гру зробили доступною лише через цифрове завантаження, він відповів: «З фінансової точки зору, цифрова дистрибуція має багато переваг. Вона дозволяє продавати Пригодницький пакет за нижчою ціною і все ще надавати таку ж високу якість геймплею та матеріалу, який очікують фани продукції NWN2.». Деяке озвучування, монстри, музика та об'єкти були передані у вільному вигляді спільноті Neverwinter Nights 2, аби вони використовували їх у створені заготівельних пригод без потреби купувати саму гру.

## Рецензії
| Агрегатор    | Оцінка |
| ------------ | ------ |
| GameRankings | 71.67% |
| Metacritic   | 73/100 |

| Видання     | Оцінка |
| ----------- | ------ |
| 1Up.com     | B−     |
| GameSpot    | 6.5/10 |
| GamesRadar+ | 6/10   |
| GameZone    | 6.9/10 |
| IGN         | 7/10   |

Рецензії Mysteries of Westgate мали змішаний характер. Джейсон Вілсон із 1UP.com сказав, що сценарій гри є «інтригуючою розповіддю, та навіть після завершення гри у голові все ще з'являються певні зустрічі та сюжетні лінії… але історія погано зшита і відволікає від своєї головної іскри — я відчував себе так, наче якась велика рука тягнула мене через сюжет, а сценарій вкінці відчувався дещо заплутаним.» Бретт Тодд із GameSpot назвав сценарій «загострим по краям», тоді як Майкл Лафферті із GameZone сказав, що «гра хоч і має незв'язану сюжетну лінію, проте там є моменти, в яких проявляється гумор, а також присутні кілька цікавих сюжетних поворотів. Дослідження зон міста, підземні території, де кишать тролі тримають в собі те радісне відчуття відкриття, яке робить вартою будь-яку RPG-гру.» Численні рецензенти згадували про те, що вплив маски, яка мінімально штовхає сюжет, має майже ніякого ефекту на сам геймплей. Лафферті сказав, що сторонні завдання не були потрібним для проходження гри, оскільки зазвичай були лише джерелом додаткового золота, а певні моменти в сценарії гри вимагали від гравця його значну кількість, аби просуватися далі. Річ МакКормік із GamesRadar хвалив сюжет гри, і назвав його одним із найкращих сторін доповнення. В рецензії для GameStar Крістіан Шмід згадав, що вигляд та гумор в грі є доволі бідним, але порекомендував доповнення через його сильну сюжетну лінію.
Тодд наголосив, що доповнення є «дико обережним» і сказав, що «деякі битви на диво легкі. Ваша кампанія може винищити всіх ворогів, перед тим як ви встигнете побачити чи ви билися із муміями або ж із зомбі. Проте інші випадки абсолютно брутальні… В грі є більше, ніж кілька моментів, в яких ваша кампанія потрапляє в засідку ворожого заклинача, який розриває вас на шматочки, перш ніж ви навіть подумаєте про належну відповідь.» Він похвалив ігрову музику, яка без проблем зливається із тією, що була в оригінальній грі, але розкритикував гру за мінімальне використання голосового озвучення та діалоги, які спочатку починаються із озвученням, а потім переходять у звичайний текст. Стів Баттс прокоментував щодо цього, сказавши «над цими діалогами треба гарненько попрацювати… іноді вас покатують деякими справді негожими реченнями. Моє найулюбленіше: 'Зачекай поки не побачиш як глибоко я запхну свій чобіт у зад зла в ім'я правосуддя!'. Шкода, що в грі нема більше голосового озвучення, аби почути щось таке вголос.»
В результаті звершення розробки Mysteries of Westgate в 2007 та виходу у 2009, в грі не були введені матеріали із двох попередніх доповнень до Neverwinter Nights 2, за що гру було неодноразово розкритиковано. Тодд зазначив, що грі бракує артистичного покращення, яке відбулося в Mask of the Betrayer та Storm of Zehir; теж саме в своєму огляді сказав і Лафферті. Натомість Баттс зазначив, що "у Westgate досить достатньо захоплюючого матеріалу, що робить відсутність нововведень із попередніх доповнень не таким уже і «занадто болісним.» Декілька рецензентів коментували, що 15 додаткових ігрових годин та нові об'єкти в Пригодницькому пакеті роблять ціну доповнення у US$9,99 досить прийнятною.